# Ringwould
Ringwould – wieś w Anglii, w hrabstwie Kent, w dystrykcie Dover. Leży 23 km na południowy wschód od miasta Canterbury i 111 km na wschód od centrum Londynu. W 2015 miejscowość liczyła 2030 mieszkańców.